# Marie Madeleine Armande de la Garde
Marie Madeleine Armande de la Garde, född Le Chartron, död efter 6 mars 1698, var en fransk skådespelare. Hon var engagerad vid den danska hovteatern 1682-1690. Hon tillhörde de första professionella aktörer av sitt kön som uppträdde i Danmark. Hennes egentliga namn var Bouillart, men hon var känd under sitt artistnamn La Garde.    
Marie Madeleine Armande gifte sig 15 februari 1679 med sin kollega Jean Bouillart, och antog då hans artistnamn La Garde. Hon var 1681 i prinsen av Condés hovteater. 1682 engagerades hon tillsammans med sin make vid den franska hovteatern i Köpenhamn, La troupe du Roi de Danemark. Danmark hade vid denna tidpunkt ingen inhemsk teater, och hovteatern, som grundades detta år och uppträdde för kungahuset och hovadeln, var landets enda teater fram till 1721, då den avskedade truppen grundade landets första offentliga teater. Marie Madeleine Armande de la Garde blev därmed, jämsides med sina kvinnliga kolleger, de första skådespelerskor som uppträdde i Danmark. La Garde beskrivs som tragedienne och spelade ofta rollen som drottning. 
La Garde avslutade sitt engagemang och lämnade Danmark med sin make 1690. Åren 1696-97 anges paret La Garde vara engagerade vid Beauchamps teatersällskap i Gent i Nederländerna. Från den 6 mars 1698 var hon engagerad vid hovteatern hos kurfursten av Köln i Maastricht. 